# Katona Clementina
Katona Clementina (Klementin), geleji, id. Ábrányi Kornélné (Apa, 1856. november 29. – Budapest, 1932. július 6.) magyar író, publicista, zenekritikus.

## Származása, tanulmányok
Édesanyja Kölcsey Ferenc unokahúga, a naplóíró Kölcsey Antónia volt, akihez – Kölcsey Ferenc keresztlánya és neveltje lévén –, a nagy író és költő kiadott levelei közt az Antoniához címzettek szólnak. Édesapja geleji Katona József, a tiszántúli református egyházkerület főgondnoka volt. Gondos nevelésben részesült, nyelveket, irodalmat, zenét tanult. Székely Imre és Ábrányi Kornél is tanította, s a zeneszerző és zongoraművész Ábrányi Kornélhoz ment férjhez 1879-ben, akinek első házasságából származó gyermekei: ifj. Ábrányi Kornél (1849-1913) író és ifj. Ábrányi Emil (1850–1920) költő voltak.

## Pályafutása
Kezdetben zenekritikákat írt, 1879-től tárcái, elbeszélései, tudósításai jelentek meg a Fővárosi Lapok, a Magyar Hírlap, a Pesti Napló, a Hazánk, a Nemzeti Újság, Magyar Lányok, az Egyetértés, a Magyar Tengerpart, a Szent Margitsziget, az Ország-Világ, a Magyar Geniusz, a Képes Családi Lapok, a Jókai és Alkotmány, az Otthon, a Zenelap és a Magyar Bazár lapok hasábjain. Számos német, francia s angol regényfordítással gazdagította a magyar irodalmat. Wilkie Collinsnak Vak szerelem című, és Besant Walternek Toweri apátság című háromkötetes regényét is ő ültette át a magyar irodalomba. Több cikkben foglalkozott a nők érdekeinek védelmével, egyetemi tanulmányaik engedélyezésével. A Magyarország című lapnál belső munkatársként dolgozott.
Többek között a nők érdekében írt bátor cikkeinek eredményeként nyitották meg az 1895–96-os tanévtől a nők előtt az egyetemek gyógyszerészeti, orvosi és bölcsészeti karát. Katona Klementin ezer fővárosi nő köszönő aláírását gyűjtötte össze és nyújtotta át Wlassics Gyula közoktatási miniszternek. 

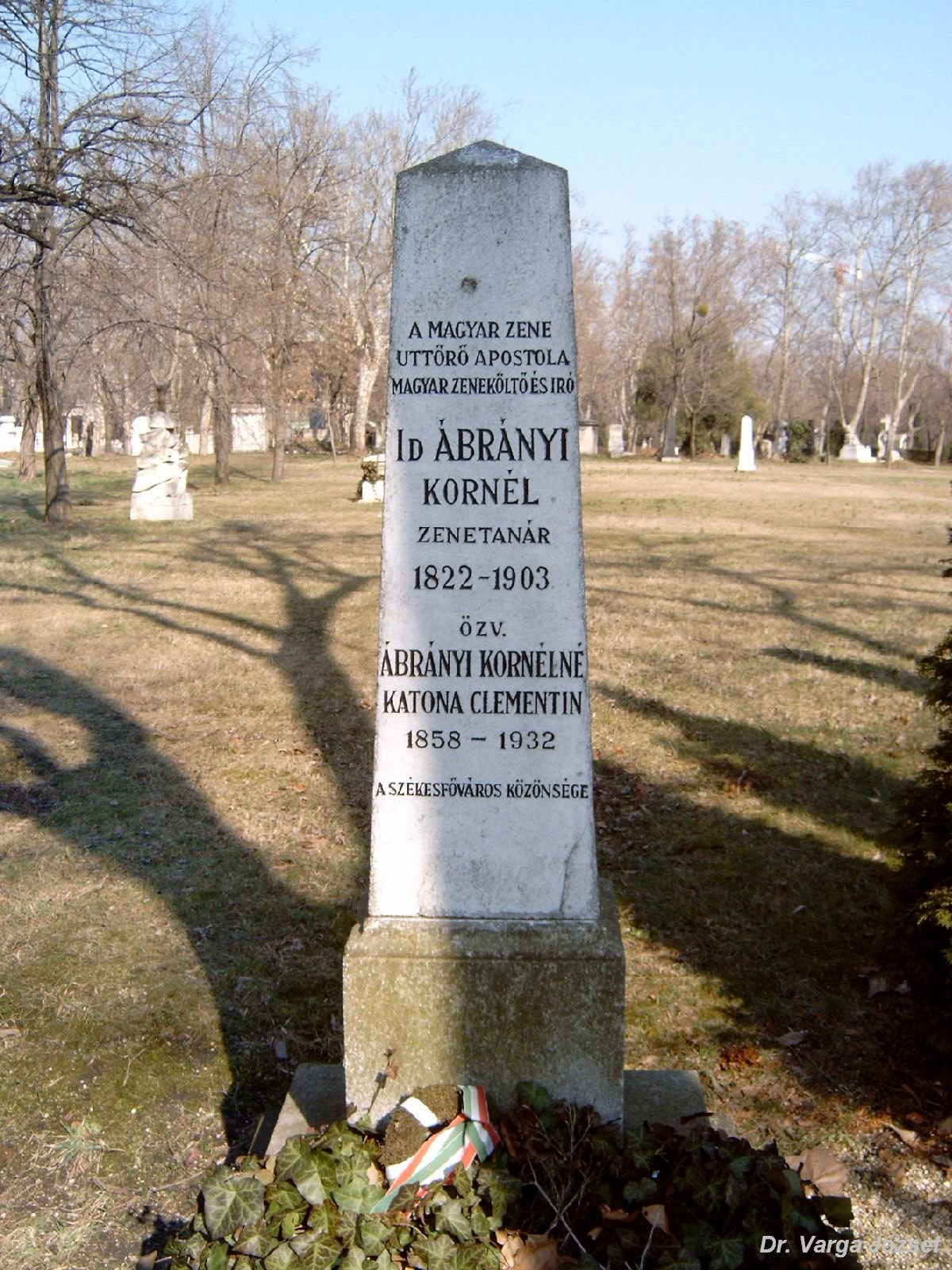
Katona Clementina és férje, idősebb Ábrányi Kornél sírja a budapesti Kerepesi temetőben: 28-díszsor-4.

1898. december 24-én a Petőfi Társaság három helyének betöltésénél a 10 jelölt között az ő neve is szerepelt. (Azonban Bartha Miklós, Gárdonyi Géza és Makai Emil kerültek be.)
A Tanácsköztársaság alatt túszként fogva tartottak között volt. A budapesti gyűjtőfogház jegyzékeiben 1340 olyan egyén neve olvasható, aki a proletárdiktatúra alatt mint „politikai fogoly, túsz, internált, forradalmi elítélt” a gyűjtőfogház lakója volt.
Eredeti cikkeinek, elbeszéléseinek és rajzainak száma meghaladja a százat.
Írói nevei: Vera, Costance, Katona Klementin.

## Írásművészete
„Az … életnek legtöbbet emlegetett költészetét, a szerelmet és ami ezzel összefügg, a novellisztikát nem választja kizárólagos témának. Sőt (ami benne különösen Laura Marholmra emlékeztet) ezt el is ejti, s a szerelmes asszony helyett érdekesebb alaknak tartja a társadalmi asszonyt; ennek fölismerésében s az abból folyó szintézisben van Ábrányinénak írói ereje. Tudjuk, ezt különbözőkép megmutatta már eddig is; erős gondolatmenetű cikkeivel, melyekben az absztrakciót kellemes formában gyakorolja, s melyekben a nézetnyilvánítást és a szellemi befolyásolás művészetét sokszor sikerült polémiával is párosítja. Benső sajátságait természetesen még rokonszenvesebben és erősebben mutatja be ez az elmésen összeállított kötet (Sok mindenről), melyben a komolyabb témák közé pihentetőül sok poétikus szám van beállítva. A könyv mindazoknak az elismerésére számíthat, akik a széles látkört és a bölcselmi elemet a szépíróban is szeretik megtalálni.”

## Műveiből
- Három lyrikus: Horac, Burns, Béranger, angol kútfők után. In: Fővárosi Lapok, 1877.
- Chopin mint tanár. In: Fővárosi Lapok, 1878.
- Michel Angelo és Vittoria Colonna. In: Magyar Hírlap, 1891.
- Beethoven szerelme. In: Pesti Napló, 44. szám
- Nemzeti szellem az irodalomban  In: Pesti Napló, 230., 234. számok
- Földön és föld felett (Tárcák.), Budapest, 1896. (Ismertette Vasárnapi Ujság 44. sz.)
- Sok mindenről. Budapest, 1898.
- Két pálya, Országos Irodalmi Részvénytársaság, Budapest, 1902.
- Négy lírikus és egyebek. Budapest, 1909.
- Toweri apátság (Besant Walter 3 kötetes regénye, ford.)
- Vak szerelem (Wilkie Collins regénye, ford.)
- Id. Ábrányi Kornélról. In: Így élt Petőfi III. Akad. Kiad., Budapest, 1956. 290. oldaltól

## Emlékezete
Illéssy Piroskához, Gyulai Pálhoz, Palágyi Lajoshoz, Pekár Gyulához, Rákosi Jenőhöz, Rozsnyay Kálmánhoz, Schönherr Antalnéhoz szóló levelei megtalálhatók az Országos Széchényi Könyvtár Kézirattárában.
Férjével együtt nyugszik a budapesti, Kerepesi úti temetőben.